# سیگما اس‌دی۱۴
سیگما اس‌دی۱۴ (به انگلیسی: Sigma SD14) یک دوربین عکاسی ساخت شرکت سیگما است.